# Каріанство
Каріа́нство — філософська, світоглядна і соціально-політична течія, заснована на синтезі неопозитивізму та раціонального постмодернізму з класичним античним раціоналізмом школи Епікура. Назва дана на честь античного філософа-раціоналіста Тіта Лукреція Кара, автора трактату «Про природу речей» (близько 55 до н. е.), в якому було систематизовано вчення Епікура про природу, людину, суспільство, науку та релігію, і наведена розгорнута критика містицизму і клерикалізму  [Архівовано 13 липня 2007 у Wayback Machine.]. У постмодерному розумінні, каріанство може розглядатися як релігія розуму і здорового глузду, яка дає прагматичне та раціональне уявлення про те, як влаштовано всесвіт, його рушійні сили і про місце людини в його структурі.

## Загальні принципи каріанства
У філософії: каріанство заперечує значення обидвох аспектів «основного питання філософії», і вважає всесвіт цілісним за своєю природою і таким, що не ділиться на «матерію і свідомість», актуальним для людини лише в тому об'ємі, в якому він може бути пізнаваним через досвід, узагальнення і практичну перевірку моделей.
У світогляді: каріанство заперечує будь-які апріорні нематеріальні цінності і будь-який догматизм, дотримуючись принципу відносності істини. Будь-яка інтелектуальна діяльність (наука, культура, мистецтво, релігія, ідеологія) оцінюється по прикладних результатах в області матеріально-технічного прогресу, зростання рівня і якості життя (спектру практичних можливостей індивіда).
У соціально-політичній сфері: каріанство дотримується принципу гуманізму, що розуміється як безумовне право особи на свободу, щастя, розвиток і прояв своїх здібностей (включаючи доступ до будь-яких форм науково-технічного прогресу), не обмежений нічим, окрім симетричних прав інших осіб. Цей принцип повинен беззастережно визначати сенс і зміст форм соціального регулювання (моралі, права і діяльності усіх суспільних та державних інститутів).

## Історія каріанського руху
Каріанство офіційно започатковане навесні 2004 року групою учасників форуму науково-популярного інтернет-порталу «Мембрана». Перший маніфест каріанства опублікований 12 квітня 2004 року, в день відкриття першого каріанського сайту. 12 квітня каріани відзначають як свято, «День відкритого космосу» — на честь першого польоту людини в космос (Юрій Гагарін, 1961 р.), і як день народження каріанського руху.
Згідно з маніфестом 4/12, каріанство покликане об'єднати атеїстів і послідовників вільних релігій для протидії проникненню в реальну політику ідеологій католицизму, ісламу, православ'я і інших релігій.

## Суспільно-політична діяльність каріан
Каріанський рух діє в коаліції з атеїстичними і гуманістичними спільнотами, правозахисними рухами в справі антиклерикальної боротьби і викритті антинаукових концепцій. В рамках просвітницької діяльності каріанами опубліковано в інтернеті ряд науково-популярних матеріалів, присвячених футурології і прогностиці, соціології і теорії права, сучасним концепціям природознавства (біології, фізиці, прикладній математиці), історії науки і техніки, історії космонавтики, теорії наукового пізнання.
Каріани беруть участь в міжнародних ініціативах по забезпеченню свободи совісті і віросповідання, в захист гнаних релігійних груп (незалежно від ставлення цих груп до каріанства). Каріанський рух бере участь в боротьбі проти присутності церкви в світській школі і проти надання теологічним дисциплінам наукового статусу.
Каріанськими авторами видано в інтернеті значне число статей з критикою креаціонізму, традиціоналізму, клерикалізму, і ультранаціоналізму  [Архівовано 11 жовтня 2007 у Wayback Machine.].

## Критичні зауваження
Оскільки серед прихильників каріанського руху переважають представники технічної інтелігенції і фахівці у області природних і точних наук, для всього руху характерний певний антигуманітарний настрій, що має такі основні прояви:
- систематичне звинувачення гуманітаріїв в потуранні клерикалізму і містицизму;
- нерозуміння і невизнання відмінностей гуманітарної методології від методології точних і природних наук;
- схильність до підтримки антинаукових теорій у сфері історії, філології і філософії, якщо вони виходять від людей, чиї реальні досягнення відносяться до сфери точних наук (таких, наприклад, як «Нова хронологія» Фоменко і Носовського і інші варіанти «альтернативної історії» і «альтернативної лінгвістики»);
- оголошення сумнівними досягнень гуманітарних наук ;